# يان بلاكويل
يان بلاكويل (10 يونيو 1978 في المملكة المتحدة - ) (بالإنجليزية: Ian Blackwell)‏ هو لاعب كريكت نيوزلندي. شارك مع منتخب إنجلترا للكريكت. أما مع النوادي، فقد لعب مع نادي مقاطعة ديربيشاير للكريكت ‏ ونادي وارويكشاير للكريكيت ‏ ونادي مقاطعة دورهام للكريكت ‏ ونادي مقاطعة سومرست للكريكت ‏.

## وصلات خارجية
- يان بلاكويل على موقع إي آس بي آن كريك إنفو (الإنجليزية)